# Marjan Bežan
Marjan Bežan, slovenski arhitekt in urbanist * 2. februar 1938, Murska Sobota, † 25. september 2017. 

## Življenje in delo
Diplomiral je 1965 na ljubljanski Fakulteti za gradbeništvo in geodezijo. Njegova najpomembnejša dela so nastala v skupini skupaj z V. Bracom Mušičem, Nives Starc in drugimi v projektni skupini Urbanističnega inštituta SRS, kjer je delal do 1979 (Soseska BS-7 v Ljubljani in vodi Projektni team realizacije projekta Split III v Splitu , Alpski turistični center Bovec in Split III ter Kranj - Planina). Ti projekti kažejo novo stopnjo v slovenskem urbanizmu, to je predvsem težnjo po oživitvi ulice kot vizualne in funkcionalne povezave bivalnega okolja. 
 Nato je bil do upokojitve 2007 zaposlen v oddelku za urbanizem Mestne občine Ljubljana, ki ga je tudi vodil in s premišljenimi ukrepi začel izvajati načrtno usmeritev v sodobno zeleno mesto, uvajal ulice za pešce in dopuščal dopolnjevanje z arhitekturnimi deli mladih kolegov. Njegova vloga je bila ključna v času osamosvajanja Slovenije in slovenske prestolnice.